# 臺灣士林地方法院
25°06′43″N 121°32′01″E / 25.111875°N 121.533485°E

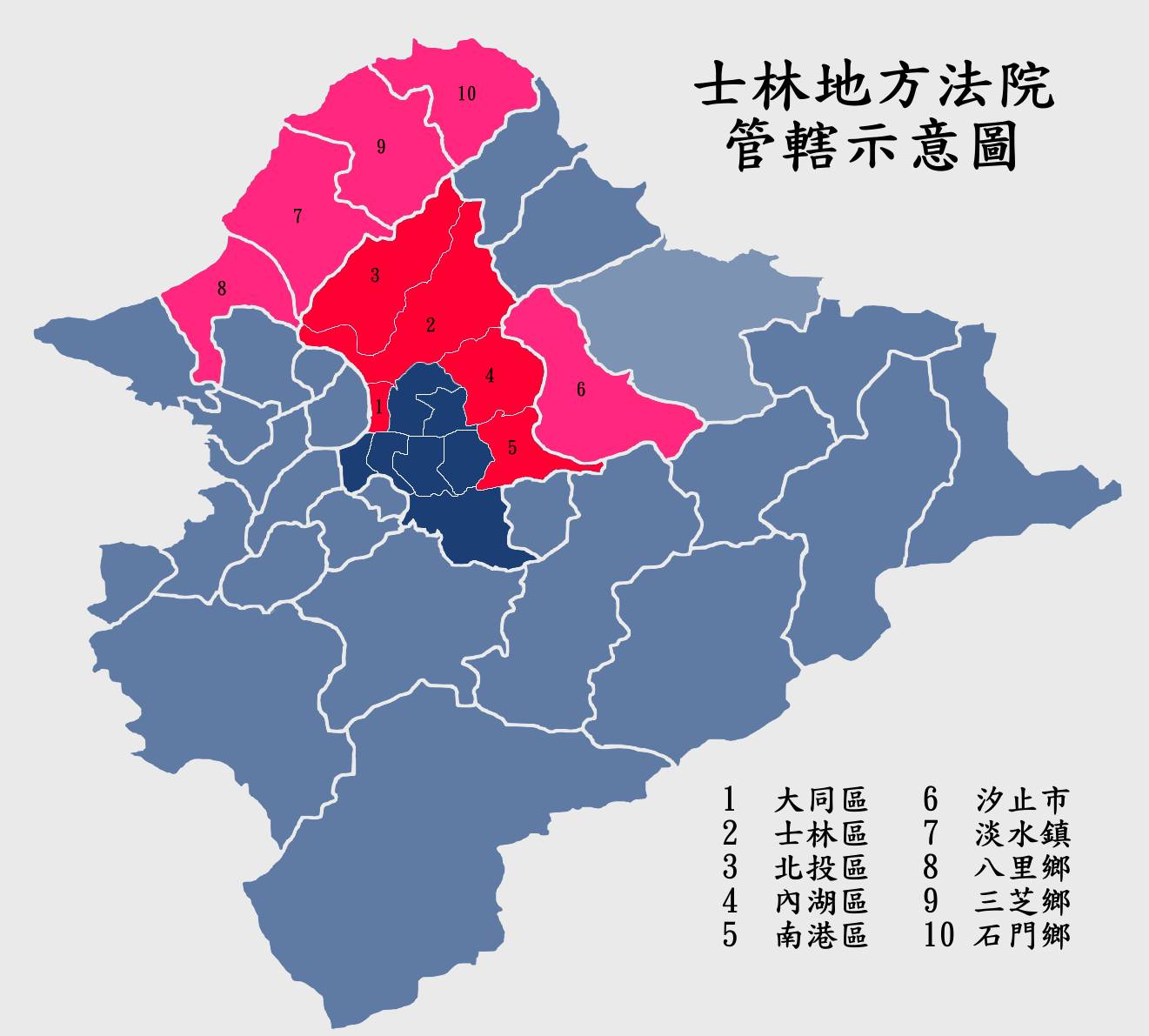
大台北地區行政區圖；紅色及桃紅色分別為臺灣士林地方法院在台北市、新北市境內管轄區。

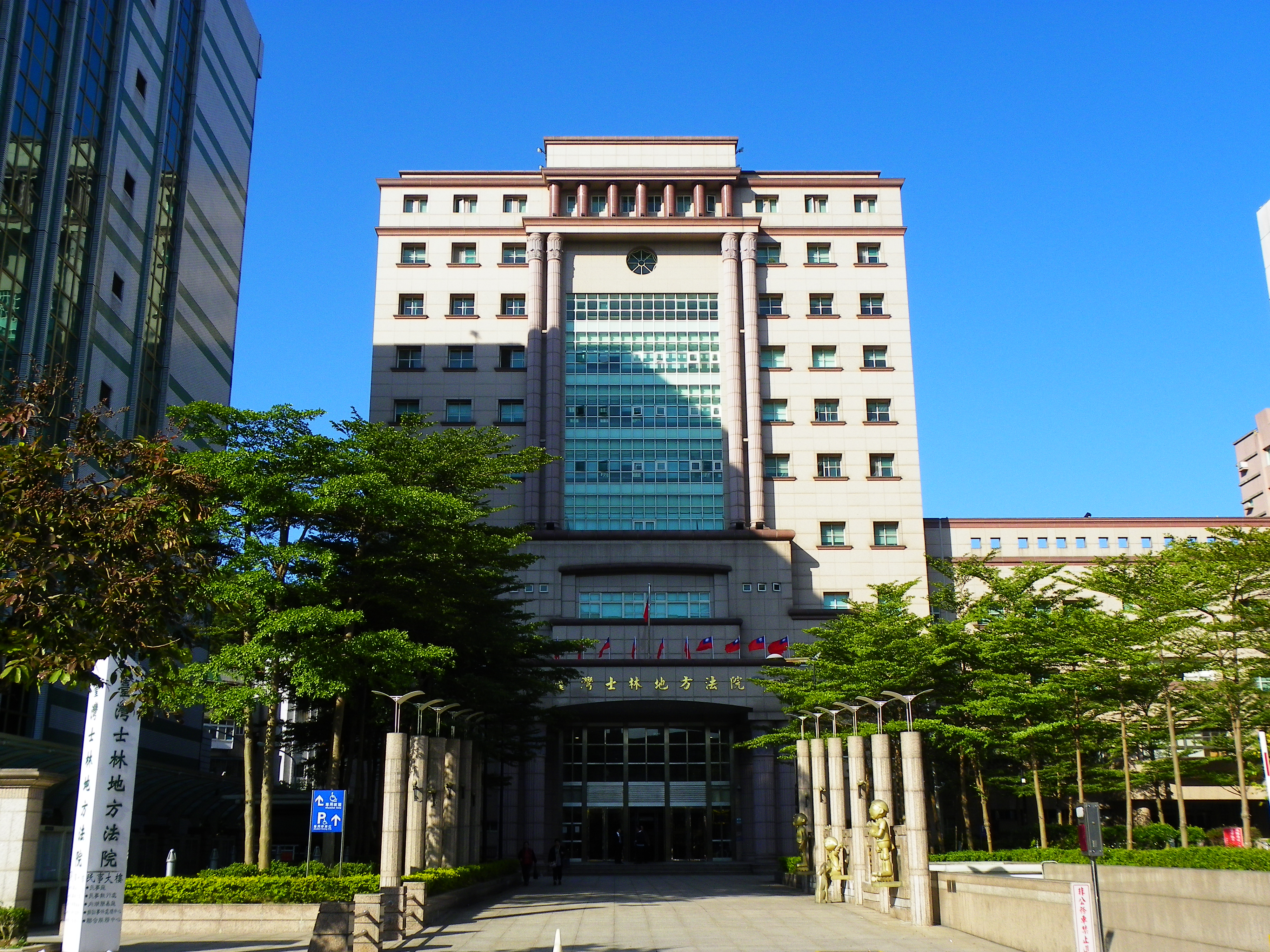
臺灣士林地方法院內湖民事辦公大樓

臺灣士林地方法院，是中華民國的三級法院之一，位於台灣台北市士林區，屬於普通法院，一般被簡稱為士林地方法院或士林地院，法界人士通常更會簡稱為士院，與同在台北地區的臺北地方法院、新北地方法院合稱北三院。

## 沿革
臺灣士林地方法院轄區之民事、刑事案件及非訟事件，原屬臺灣臺北地方法院管轄。由於轄區人口漸增，1984年8月1日，將臺北縣北部的7個鄉鎮市及台北市東、北部的5個區劃出，成立臺灣臺北地方法院士林分院。
1995年7月1日，臺灣臺北地方法院士林分院改制為臺灣士林地方法院。
1998年7月1日，因臺北縣萬里鄉、金山鄉（今新北市萬里區、金山區）距離臺灣士林地方法院遙遠，為免當事人長途跋涉，改隸屬臺灣基隆地方法院。
2021年12月26日，臺灣士林地方法院公證處搬遷至內湖民事辦公大樓。
2023年8月15日，繫屬於臺灣士林地方法院行政訴訟庭之案件未及於本月14日前審結者，移交臺北高等行政法院地方行政訴訟庭續審。

## 歷任院長
| 姓名   | 在職日期                      | 備註 |
| ------ | ----------------------------- | --- |
| 胡致中 | 1984年8月1日~1990年3月6日     | |
| 林國賢 | 1990年3月6日~1993年3月2日     | |
| 呂潮澤 | 1998年3月2日~1993年10月7日    | |
| 王玉成 | 1993年10月7日~1995年5月1日    | |
| 郭仁和 | 1995年5月1日~2001年5月1日     | 改制後首任院長 |
| 林堭儀 | 2001年5月1日~2005年10月31日   | |
| 陳宗鎮 | 2005年10月31日~2008年1月22日  | |
| 吳水木 | 2008年1月22日~2010年6月29日   | |
| 吳景源 | 2010年6月29日~2013年12月18日  | |
| 林俊益 | 2013年12月18日~2015年10月1日  | |
| 林勤純 | 2015年10月1日~2016年11月1日   | |
| 黃潔茹 | 2015年10月1日~2016年11月20日  | 代理院長 |
| 蔡彩貞 | 2016年11月21日~ 2020年1月30日 | 司法院12月10日108年第9次人事審議委員會決議：調派士林地院蔡彩貞院長為最高法院法官，司法院刑事廳蘇素娥廳長為士林地院院長。 |
| 蔡守訓 | 2020年1月31日~2020年2月2日    | 代理院長 |
| 蘇素娥 | 2020年2月3日~2022年8月31日    | 行政職6年期滿，轉任最高法院法官。                                                                                        |
| 蕭錫証 | 2022年8月31日~2022年11月1日   | 代理院長 |
| 彭幸鳴 | 2022年11月1日~現任            | |

## 管轄區域
| 庭區       | 管轄區域                                                                                   | 備註                                                                 |
| ---------- | ------------------------------------------------------------------------------------------ | -------------------------------------------------------------------- |
| 士林簡易庭 | 臺北市北投區 臺北市士林區 臺北市大同區 新北市石門區 新北市八里區 新北市三芝區 新北市淡水區 | 簡易庭受理第一審民、刑事訴訟簡易事件及違反社會秩序維護法案件之審理。 |
| 內湖簡易庭 | 臺北市內湖區 臺北市南港區 新北市汐止區                                                     | 簡易庭受理第一審民、刑事訴訟簡易事件及違反社會秩序維護法案件之審理。 |

## 本院組織
- 院長
- 行政庭長
- 法官自律委員會
- 考績委員會

### 審判部門
- 民事庭
- 刑事庭
- 少年家事法庭
- 士林簡易庭
- 內湖簡易庭

### 非訟部門
- 民事執行處
- 非訟事件處理中心
- 消債事件處理中心
- 公設辯護人室
- 調查保護室
- 公證處
- 提存所
- 登記處

### 行政部門
- 書記處
  - 民事紀錄科
  - 刑事紀錄科
  - 少年及家事紀錄科
  - 行政訴訟紀錄科
  - 士林簡易庭紀錄科
  - 內湖簡易庭
  - 民事執行紀錄科
  - 非訟事件處理中心紀錄科
  - 總務科
    - 出納室
    - 物品庫
    - 贓證物庫

  - 文書科
    - 監印室
    - 收發室
    - 律師閱卷室

  - 研考科
  - 訴訟輔導科
  - 資料科
    - 檔案室
    - 圖書室

  - 法警室
- 人事室
- 政風室
- 會計室
- 統計室
- 資訊室

## 特色
- 本院轄區人口為1,502,055人（2021年8月），是中華民國所轄人口排行第7的地方法院。
- 本院原為臺北地方法院之分院，在本院正式改制為士林地方法院後，中華民國已無地方法院之分院。
- 本院成立後至2016年9月1日以前，臺北市為唯一有兩座地方法院的縣市。（2016年9月1日橋頭地方法院成立後，高雄市亦有2所地方法院）
- 2000年本院與苗栗地方法院被司法院指定率先實施「檢察官全程到庭實行公訴」制度，並自同年6月1日實施法庭交互詰問制度，是最早實施這兩個制度的法院之一。

## 曾經審理之重大案件
- 胡關寶犯罪集團連續擄人勒贖案
- 蘇建和案
- 林肯大郡弊案
- 王鴻偉殺人案
- 汐止殺警奪槍案
- 陽信商業銀行超貸案
- 博達科技掏空案
- 皇統光碟掏空案
- 吳蔡美香國家賠償案
- 王精明夫婦販嬰案
- 國立故宮博物院整修弊案
- 黃富康隨機殺人事件
- 八里雙屍案
- 張人堡連續殺人案
- 汐止母子命案
- 文化國小隨機殺人事件
- 內湖隨機殺人事件
- 中國大陸快艇闖入淡水港案

## 地址
| 名稱                                     | 地址                               | 電話          |
| ---------------------------------------- | ---------------------------------- | ------------- |
| 士林地方法院院本部                       | 111035臺北市士林區士東路190號      | (02)2831-2321 |
| 士林地方法院內湖民事辦公大樓及內湖簡易庭 | 114059臺北市內湖區民權東路六段91號 | (02)2791-1521 |
| 士林地方法院士林簡易庭                   | 111062臺北市士林區重慶北路四段2號  | (02)2813-1289 |

## 外部連結
- 士林地方法院首頁 （页面存档备份，存于）（中文）（英文）
- 法院組織法 （页面存档备份，存于）.全國法規資料庫.民國 111年 02 月 18 日